# Pinware
Pinware är en ort i Kanada.   Den ligger i provinsen Newfoundland och Labrador, i den östra delen av landet, 1 600 km öster om huvudstaden Ottawa. Antalet invånare är 107.
Terrängen runt Pinware är kuperad västerut, men åt nordost är den platt. Havet är nära Pinware åt sydost. Trakten är glest befolkad. Närmaste större samhälle är L'Anse-au-Loup, 14,4 km sydväst om Pinware.